# 特里皮·雷德
迈克尔·拉马尔·怀特四世（英语：Michael Lamar White IV，1999年6月18日—），艺名特里皮·雷德（Trippie Redd），美国饶舌歌手、词曲作家。 
高中毕业后，怀特搬到了亚特兰大，在那里他遇到了饶舌歌手Lil Wop并最终与一个专业的录音室签下了唱片合约。怀特以歌曲“Love Scars”、6ix9ine客串的歌曲“Poles1469”以及由特拉维斯·斯科特客串的歌曲“Dark Knight Dummo”为人熟知，其中前两首歌曲均获得RIAA认证，而后者位列Billboard单曲百强榜第72名并获得了RIAA白金认证。 2018年7月，怀特宣布他的首张专辑将会名为《Life's a Trip》。这张专辑于2018年8月10日发布，在Billboard二百强专辑榜上排名第四，销售了72000张。2018年11月，怀特的混音带《A Love Letter to You 3》首发便名列二百强专辑榜第三，成为了他在二百强专辑榜上的作品最高排名。

## 唱片
- 《Life's a Trip》 (2018年)
- 《Immortal》  (2019年)
- 《A love letter to you 4》(2019年)